# Grammatobothus polyophthalmus
Grammatobothus polyophthalmus är en fiskart som först beskrevs av Bleeker, 1865.  Grammatobothus polyophthalmus ingår i släktet Grammatobothus och familjen tungevarsfiskar. Inga underarter finns listade i Catalogue of Life.